# Escrot
L'escrot o sac escrotal és la bossa que cobreix i allotja als testicles fora de l'abdomen en els mamífers i en l'ésser humà. És una bossa de pell rugosa i prima que serveix d'embolcall extern dels testicles i llurs òrgans accessoris. Aquesta zona de la pell està coberta de borrissol de tipus genital i presenta característiques particulars que la diferencien de la que cobreix a la resta de l'organisme.
La seva pell està formada per set capes –capa cutània o escrot pròpiament dit, dartos, túnica cel·lulosa o fàscia de Cooper, túnica cremasteriana (cremàster), túnica fibrosa i túnica vaginal-, de les quals dues són musculars. D'aquestes dues últimes, la més superficial és el dartos i la més profunda el cremàster.
El primer frunzit la pell i la segona eleva els testicles aproximant-los a l'abdomen. Aquests músculs es contreuen davant d'estímuls variats, sobretot davant del fred. Els testicles estan allotjats fora de l'abdomen perquè requereixen una temperatura baixa per aconseguir que els espermatozoides madurin adequadament. La pell de l'escrot és més sensible davant del fred i la calor que la d'altres zones de l'organisme. També proporciona la temperatura necessària per al desenvolupament dels espermatozoides.